# Giuseppe Polignani
Giuseppe Polignani (3 ottobre 1822 – 1882) è stato un avvocato italiano.

## Biografia
Giuseppe Polignani (all'anagrafe Giuseppe Vincenzo, Francesco Paolo), discendente da una nota famiglia putignanese, nacque a Monopoli (BA) il 3 ottobre 1822 dal dott. fisico e membro della Carboneria (1820) Gaetano Polignano e da donna Maria Teresa Azzone. Fu docente universitario dal 1863 al 1882, giurista e avvocato in Napoli, dove risiedette.
Autore di diversi testi giuridici e traduttore di opere dal tedesco, nel 1875 fondò la rivista di studi giuridici Il Filangierì con Enrico Pessina e Federico Persico.
Morì in Monopoli il 1º agosto 1882.
Tra i suoi allievi Emmanuele Gianturco, che il Polignani introdusse negli ambienti forensi napoletani.
La città di Monopoli gli ha dedicato una strada del centro abitato.

## Opere
- La dottrina della ratihabitio studii di Giuseppe Polignani, 1869 poi Forgotten Books, 2018
- Discorso pronunziato sul feretro del commendatore Sante Martinelli, 1870
- La conditio viduitatis ed il matrimonio ecclesiastico
- Sinopsi delle Pandette giustinianee per Giuseppe Polignani ad uso de' suoi uditori, 1874
- Gustav Ludwig Theodor Marezoll e Giuseppe Polignani, Trattato delle istituzioni del dritto Romano, Nabu Press, 2010